# أوتو فرانتس أرشيدوق النمسا
أرشيدوق أوتو فرانتس من النمسا هو الابن الثاني لـ أرشيدوق كارل لودفيغ من النمسا وأميرة ماريا أنونزياتا دي بوربون- الصقليتين، هو الشقيق فرانتس فرديناند، أمير الوراثي من النمسا-المجر بعد وفاة والده، والذي اغتيل عام 1914 حيث اشعل الحرب العالمية الأولى، وأيضا هو والد أخر أباطرة هابسبورغ لـ نمسا والمجر كارل الأول إمبراطور النمسا.